# Calle Panamá

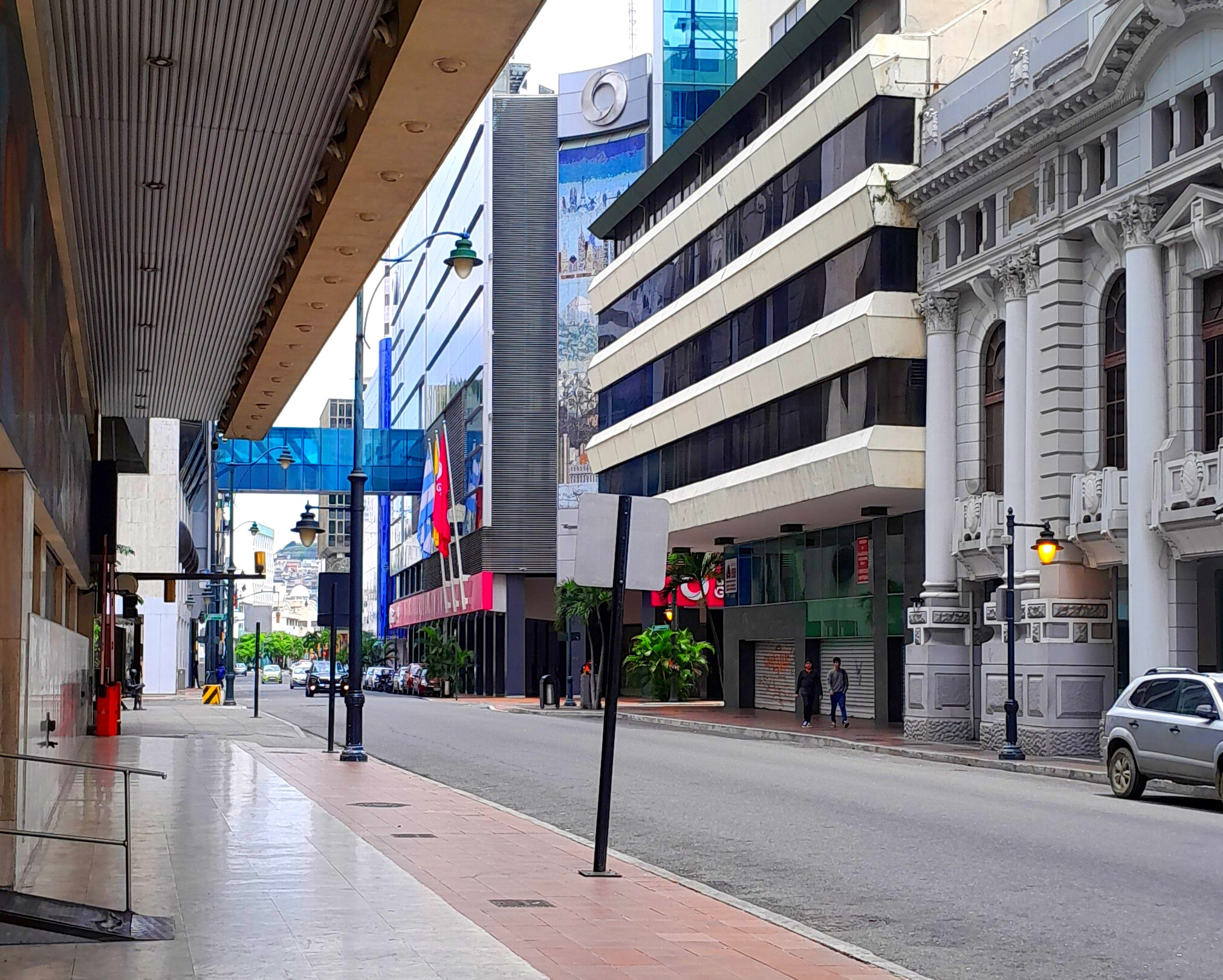
Calle Panamá

La Calle Panamá es una calle histórica de la ciudad ecuatoriana de Guayaquil. Se ubica en el centro de la ciudad y es conocida por las esculturas alojadas en ella, y porque en el pasado por ella pasaba el Puente de las Ochocientas Varas.

## Historia
En 1858, Manuel Villavicencio nombró en la cartografía de la ciudad de Guayaquil a esta calle con el nombre de Calle Real hasta el segundo estero, y posterior a ello se denominaba Calle Ciudad Vieja. Acorde a Camilo Destruge, la calle se llamó Calle Real después de 1820 porque a su lado se extendía el Puente de las Ochocientas Varas. Después de ello se denominó como Calle La Libertad y finalmente, el 23 de junio de 1926, con una ordenanza municipal se la nombró como calle Panamá, iniciando su curso al norte en la Calle Loja y terminando al sur en la avenida 9 de Octubre. En 1996 se volvió a ratificar que lleve el nombre de Calle Panamá.
En ella se ubicaban empresas cacaoteras tradicionales que secaban su fruto en las veredas, y a su vez tenían las bodegas en este lugar. En el siglo XXI, durante la administración municipal de Jaime Nebot se desarrolló la regeneración urbana del lugar, para que en ella se instalaran los proyectos de Museo de Arte Moderno y Contemporáneo, así como el Museo del Cacao. Actualmente también es espacio de importantes festivales como el Festival Vive el Centro, o el Festival Guayaquil Cultural y Turístico.
En el siglo XVIII lo cruzaban 5 esteros empezando por el de Morillo o Guillen, Carranza, Villamar y Junco.

## Esculturas
La Calle Panamá aloja importantes esculturas del panorama urbano del Guayaquil de antaño. Uno de sus máximos exponentes es la Escultura del Canillita, personaje popular que se caracterizaba por vender boletos de lotería a los transeúntes, y que está ubicado a la altura de la intersección con la calle Tomás Martínez. Otras son de personajes históricos como Vicente Rocafuerte y Alberto Spencer, en una postura andante y sin pedestales para simular el tránsito por la calle.